# Doke Schmidt
Doke Schmidt, né le 7 avril 1992 à Heerenveen aux Pays-Bas, est un footballeur néerlandais qui évolue au poste d'arrière droit au SC Cambuur.

## Biographie

### SC Heerenveen
Natif de Heerenveen, Doke Schmidt est formé au SC Heerenveen, avec lequel il fait ses débuts professionnels le 6 août 2011 conte le NEC Nimègue (match nul 2-2)
En mars 2015, il est victime d'une blessure à la malléole qui le tient éloigné des terrains pendant plus d'un an, jusqu'en décembre 2016.
Schmidt marque son premier but avec Heerenveen le 25 février 2017, en ouvrant le score lors d'une victoire 3-0 de son équipe contre le Roda JC.

### Prêt à Go Ahead Eagles
Il est prêté pour la saison 2013-2014 au club promu des Go Ahead Eagles. Il y joue 27 matchs et marque deux buts.

### SC Cambuur
Le 23 juillet 2019, Doke Schmidt s'engage en faveur du SC Cambuur, signant un contrat de deux ans.